# Etelvulfo de Wessex

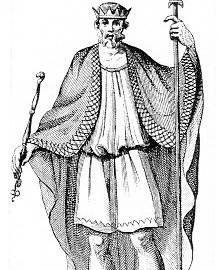
Retrato imaginário de um artista desconhecido do século XVIII.

Etelvulfo de Wessex (em inglês antigo: Æþelwulf, "nobre lobo"), foi rei de Wessex desde 839 até à sua morte em 858. Era o único filho conhecido do rei Egberto de Wessex. Conquistou o reino de Kent em representação do seu pai em 825, e foi algum tempo depois designado rei de Kent como sub-rei de Egberto. Sucedeu ao seu pai como rei de Wessex, aquando da morte de Egberto em 839, momento em que o seu reino se estendia desde o condado de Kent, no leste, até Devon no Oeste. Ao mesmo tempo, o seu filho mais velho Etelstano tornou-se sub-rei de Kent.

## Antecedentes
No início do século IX, a Inglaterra estava quase completamente sob o controle dos anglo-saxões, sendo Mercia e Wessex os mais importantes reinos do sul. A Mércia foi dominante até à década de 820, e exerceu a soberania sobre a Ânglia Oriental e Kent, mas Wessex foi capaz de manter a independência de seu vizinho mais poderoso. Ofa, rei da Mércia de 757 a 796, foi a figura dominante da segunda metade do século VIII. O rei Beortrico de Wessex (786-802) casou-se com a filha de Ofa em 789. Beortrico e Ofa levaram o pai de Etelvulfo, Egberto, para o exílio, e ele passou vários anos na corte de Carlos Magno, em França. Egberto era filho de Ealmundo, que havia sido rei de Kent em 784. Após a morte de Ofa, o rei Cenulfo da Mércia (796-821) manteve o domínio de Mércia, mas é incerto se Beortrico alguma vez aceitou a subordinação política, e quando ele morreu em 802 Egberto tornou-se rei, talvez com o apoio de Carlos Magno. Durante duzentos anos, três famílias lutaram pelo trono Saxão Ocidental, e nenhum filho seguiu seu pai como rei. A melhor hipótese de Egberto era que ele era tataraneto de Ingildo, irmão do rei Ine (688-726), e em 802 pareceria muito improvável que ele estabelecesse uma dinastia duradoura.
Quase nada está registado dos primeiros vinte anos do reinado de Egberto, além de campanhas contra a Cornualha nos anos 810. O historiador Richard Abels argumenta que o silêncio da Crónica anglo-saxónica foi provavelmente intencional, ocultando o expurgo de Egberto pelos magnatas de Beortrico e a supressão das linhas reais rivais. As relações entre os reis da Mércia e seus súbditos de Kent eram distantes. O ealdormano de Kentish não compareceu à corte do rei Cenulfo, que querelou com o arcebispo Vulfredo de Canterbury (805-832) sobre o controle dos mosteiros de Kent; A principal preocupação de Cenulfo parece ter sido obter acesso à riqueza de Kent. Seus sucessores, Ceolvulfo I (821-23) e Beornevulfo (823-26) restauraram as relações com o arcebispo Vulfredo, e Beornevulfo nomeou um sub-rei de Kent, Baldredo.
A Inglaterra sofreu ataques vikings no final do século VIII, mas nenhum ataque foi registado entre 794 e 835, quando a Ilha de Sheppey, em Kent, foi devastada. Em 836, Egberto foi derrotado pelos vikings em Carhampton, Somerset, mas em 838 venceu uma aliança de homens da Cornualha e vikings na Batalha de Hingston Down, reduzindo a Cornualha ao status de um reino cliente.

## Juventude
Etelvulfo foi registado pela primeira vez em 825, quando Egberto venceu a crucial Batalha de Ellandun, em Wiltshire, contra o rei Beornvulfo de Mércia, encerrando a longa ascendência mércia sobre o sul da Inglaterra. Egberto seguiu-o enviando Etelvulfo com Eahlstan, bispo de Sherborne, e Vulfeardo, ealdormano de Hampshire, com um grande exército em Kent para expulsar o sub-rei Baldredo. Etelvulfo era descendente dos reis de Kent, e ele foi sub-rei de Kent, e de Surrey, Sussex e Essex, que foram então incluídos no sub-reino, até que ele herdou o trono de Wessex em 839. O seu sub-reinado é recordado em cartas, em algumas das quais o rei Egberto agiu com a permissão de seu filho, tal como uma concessão em 838 ao bispo Beornmudo de Rochester,  o próprio Etelvulfo emitiu uma carta como rei de Kent no mesmo ano. Ao contrário de seus antecessores mercianos, que alienaram o povo de Kent governando à distância, Etelvulfo e seu pai cultivaram com sucesso o apoio local governando através de ealdormanos de Kent e promovendo seus interesses. Na opinião de Abels, Egberto e Etelvulfo recompensaram seus amigos e expurgaram os partidários de Mércia. Os historiadores adotam pontos de vista diferentes sobre a atitude do novo regime com a igreja de Kent. Em Canterbury, em 828, Egberto concedeu privilégios ao bispado de Rochester e, segundo o historiador da Inglaterra anglo-saxã Simon Keynes, Egberto e Etelvulfo tomaram medidas para assegurar o apoio do Arcebispo Vulfredo. No entanto, o medievalista Nicholas Brooks argumenta que a origem mércia e conexões de Vulfredo provaram ser uma responsabilidade. Etelvulfo confiscou uma propriedade em East Malling da igreja de Canterbury, alegando que ela só havia sido concedida por Baldredo quando ele fugiu das forças saxãs ocidentais; a questão da cunhagem arquiepiscopal foi suspensa durante vários anos; e a única propriedade que foi concedida a Vulfredo depois de 825 ele recebeu do rei Viglaf de Mércia.
Em 829, Egberto conquistou Mércia, apenas para Viglaf recuperar o seu reino um ano depois. O estudioso DP Kirby vê a restauração de Wiglaf em 830 como uma inversão dramática para Egberto, que provavelmente foi seguida por sua perda de controle da casa da moeda londrina e da recuperação de Mércia de Essex e Berkshire, e a historiadora Heather Edwards afirma que imensa conquista não pôde ser mantida ". 

## Reinado
Os historiadores possuem opiniões contraditórias sobre Etelvulfo.  De acordo com Richard Humble, Etelvulfo tinha um estilo preocupante de realeza. Ele havia chegado ao trono de Wessex por herança. Ele provou ser intensamente religioso, amaldiçoado com pouco sentido político, e com muitos filhos capazes e ambiciosos. Para Frank Stenton "Etelvulfo parece ter sido um homem religioso e sem ambição, para quem o envolvimento na guerra e na política era uma consequência desagradável da posição". No entanto, Janet Nelson acha que o seu reinado tem sido subestimado nos estudos modernos, e que ele estabeleceu as bases para o sucesso de Alfredo, encontrar novas bem como respostas tradicionais, e lidar de forma mais eficaz com os ataques escandinavos do que a maioria dos governantes contemporâneos. Na visão de Simon Keynes, "foi ele, mais do que qualquer outro, que garantiu a fortuna política do seu povo no século IX, e que abriu os canais de comunicação que o conduziram através dos reinos francos e através dos Alpes para Roma".

## Carreira militar
A fonte primária mais notável e comummente usada é a Crónica Anglo-saxã, que se refere à presença de Etelvulfo em algumas batalhas importantes. Em 840, ele lutou em Carhampton contra 35 frotas de navios dinamarqueses, cujos ataques tinham aumentado consideravelmente. A sua vitória mais notável ocorreu em 851 pelo "Acleah", possivelmente Ockley em Surrey ou Oakley em Berkshire. Aqui, Etelvulfo e o seu filho Etelbaldo lutaram contra as nações, e de acordo com o Crónica foi "o maior massacre de acolhimento pagão já feito." Por volta de 853, Etelvulfo e o seu genro, Burgredo de Mércia, derrotaram Cyngen ap Cadell de Gales e fizeram  o galês sujeitar-se a eles. A Crónica retrata mais batalhas ao longo dos anos, principalmente contra a invasão de piratas e dinamarqueses. Esta foi uma época na história da Europa em que os países eram invadidos por muitos grupos diferentes; havia sarracenos no sul, magiares, no leste, mouros, a oeste e Viquingues no norte. Antes da morte de Etelvulfo, atacantes invernaram na Ilha de Sheppey e pilharam à vontade a Anglia Este. Ao longo dos próximos 20 anos, as lutas de seus filhos seriam " incessantes, heróicas, e em grande parte inúteis".

## Vida familiar
Um dos primeiros atos do Etelvulfo como rei foi dividir o reino. Ele deu a metade oriental, incluindo Kent, Essex, Surrey e Sussex, ao seu filho mais velho Etelstano. Etelvulfo manteve o lado ocidental antigo de Wessex (Hampshire, Wiltshire, Dorset, e Devon) para si mesmo.
Etelvulfo e a sua primeira esposa, Osburga, tiveram cinco filhos e uma filha. Depois Etelstano, veio Etelbaldo, Etelberto, Etelredo e Alfredo. Cada um dos seus filhos, com a exceção de Etelstano, lhe sucederam ao trono. Alfredo, o mais novo, tem sido elogiado como um dos maiores reis de sempre a reinar na Grã-Bretanha. A única filha de Etelvulfo, Etelsvita, foi casada em criança com Burgredo de Mércia.

## Peregrinação a Roma, casamento, conspiração de Etelbaldo e morte
A fé sempre foi uma parte importante na vida de Etelvulfo. No primeiro ano de seu reinado planeou uma peregrinação a Roma. Devido ao aumento de incursões, sentiu a necessidade de apelar ao Deus dos cristãos para que Este o ajudasse contra o inimigo "tão ágil, numeroso e profano."
Em 853, Etelvulfo enviou o seu filho Alfredo, uma criança de quatro anos, a Roma. Em 855, perto de um ano após a morte de sua mulher Osburga, Etelvulfo seguiu Alfredo a Roma, onde foi generoso com suas riquezas. Distribuiu ouro ao clero de São Pedro e ofereceu os cálices do mais puro ouro e candelabros de prata feitos pelos saxões. Durante o seu retorno, em 856, ele casou com Judite de Flandres, uma princesa franca e bisneta de Carlos Magno. Ela teria aproximadamente 12 anos e era filha de Carlos, o Calvo, rei dos Francos Ocidentais.
Ao retornar a Inglaterra em 856 Etelvulfo encontrou-se com uma aguda crise. O seu filho mais velho sobrevivente Etelbaldo (Atelstano havía falecido) havia tramado uma conspiração com o Magistrado Chefe do Distrito de Somerset e com o bispo de Sherborne para se opor à volta da regência de Etelvulfo. Havia suficiente apoio a Etelvulfo tanto para iniciar uma guerra civil como para desterrar a Etelbaldo e seus conspiradores, mas em vez disso, Etelvulfo entregou Wessex ocidental a seu filho e ficou com o Wessex central e Wessex oriental. A ausência de moedas com o nome de Etelbaldo sugere que a cunhagem, no Wessex ocidental foi sempre feita com o nome de Etelvulfo até à sua morte. Governou até sua morte a 13 de janeiro de 858.
A restauração de Etelvulfo incluiu uma concessão especial às rainhas saxãs. Os saxões ocidentais não permitiam que a rainha se sentasse junto ao rei. O facto é que elas não eram chamadas de rainhas, mas sim tratadas como simplesmente "a mulher do rei." Esta restrição foi levantada para a Rainha Judite, provavelmente por seu alto grau de princesa europeia.
Ele foi sepultado primeiro em Steyning, e mais tarde re-enterrado em Old Minister em Winchester.  Os seus ossos agora descansam numa das várias "arcas mortuários" na Catedral de Winchester.

## Descendência
Etelvulfo casou-se em 830 com Osburga, filha de Oslaco de Hampshire, com a qual teve 6 filhos, quatro dos quais foram reis de Wessex.
- Etelstano (n. 832 - m. 851), filho mais velho. Único que não reinou;
- Etelbaldo (n. 834 - m. 20 de dezembro de 860), casou em 858 com Judite, esposa de seu pai. Reinou de 858 a 860;
- Etelberto (n. 836 - m. 865), rei de Wessex (860-865);
- Etelredo (n. 840 - m. batalha de Merton, 23 de abril de 871), rei de Wessex ao suceder seu irmão (865-871);
- Etelsvita (n. 846 - m. Paris 888), casada com Burgredo de Mércia;
- Alfredo, o Grande (n. Wantage, Dorset, 849 - m. Winchester, 26 de outubro de 899), rei de Wessex ao suceder seu irmão (871-899).